# Chess Live
Chess Live, internetski šahovski poslužitelj. Dok je bio afiliran s Šahovskim savezom SAD, bio se zvao US Chess Live. Bio je pretplatnički internetski šahovski poslužitelj. Otvoren je 8. kolovoza 2000. godine. Zatvorio je poslovanje 29. svibnja 2007. kad ga je kupio Internet Chess Club i spojio s World Chess Networkom u World Chess Live.

## Članstvo
Bile su tri mogućnosti članstva: probna (Trial), osnovna (Basic) i kraljevska (Royal). Osnovna i kraljevska razina zahtijevale su periodične uplate. Više razine članstva sadržavale su više osobina, poput mogućnosti promatranja ili sudjelovanja u određenim turnirima održanim na poslužitelju.

## Osobine
Pored pružanja mogućnosti internetskim korisnicima igranje na šah s drugima, Chess Live također je pružao korisnicima besplatne lekcije u vještinama i taktici radi poboljšavanja korisnikove sposobnosti u igri.
Chess Live također je imao slanje trenutačnih poruka i mogućnosti chata s drugim korisnicima u javnim sobama za chat koje su bile poput IRC-a.
Bio je niz plaćenog osoblja i volontera radi osiguranja glatkog i učinkovitog rada sustava.

## Klijenti za spajanje
Registrirani korisnici koristili su Klijent za spajanje na poslužitelj. Na koncu su bile dvije inačice dostupnih klijenata: inačica 4.2.00 - instalirani program; i inačica 2.5.1, sprovedena u Javi koja je mogla biti pokrenuta virtualno s bilo kojeg računala povezanog na internet a koje je imalo preglednik s omogućenom Javom. Kraljevski članovi mogli su koristiti i sučelja koja nisu od Chess Livea za spojiti se na poslužitelj, kao što su Thief 1.1, Winboard i nebrojena druga sučelja.